# Okno Sokole Trzecie
Okno Sokole Trzecie, Okno Sokole III – schronisko w Dolinie Bolechowickiej na Wyżynie Olkuskiej (część Wyżyny Krakowsko-Częstochowskiej). Administracyjnie należy do wsi Karniowice w województwie małopolskim, w powiecie krakowskim, w gminie Zabierzów. Od 1968 r. skała z jaskinią znajduje się na terenie częściowego rezerwatu przyrody Wąwóz Bolechowicki.

## Opis jaskini
Schronisko znajduje się w Turni z Grotami w lewych zboczach Doliny Bolechowickiej. Jego otwór ma ekspozycję południowo-zachodnią i widoczny jest ze szlaku turystycznego wiodącego dnem doliny. Znajduje się na wysokości około 15 m nad ziemią i dotarcie do niego od dołu turni jest trudne i wymaga asekuracji. Łatwiej można wejść do schroniska z lewej strony turni, lub z góry. Za otworem jest korytarzyk o długości 3 m, szerokości 1 m i wysokości 2 m.
Schronisko powstało na pionowej szczelinie w wyniku procesów krasowych w wapieniach pochodzących z jury późnej. Nacieków brak. Namulisko złożone z lessu zmieszanego z okruchami wapiennymi. Schronisko jest w całości widne i bez własnego mikroklimatu. Na jego ścianach rozwijają się glony i paproć zanokcica skalna.

## Historia poznania i dokumentacji
Sokole Okno III znane jest od dawna. Wzmiankował je archeolog Gotfryd Ossowski w 1880 r. Po raz pierwszy jego plan sporządził Kazimierz Kowalski w 1951 r. Obecny plan opracował A. Górny w 2009 r. (na podstawie planu K. Kowalskiego).
W tej samej Turni z Grotami znajduje się jeszcze kilka innych schronisk: Okno Sokole Pierwsze, Okno Sokole Drugie, Okno Sokole Czwarte i Rura nad Sokolimi Oknami.

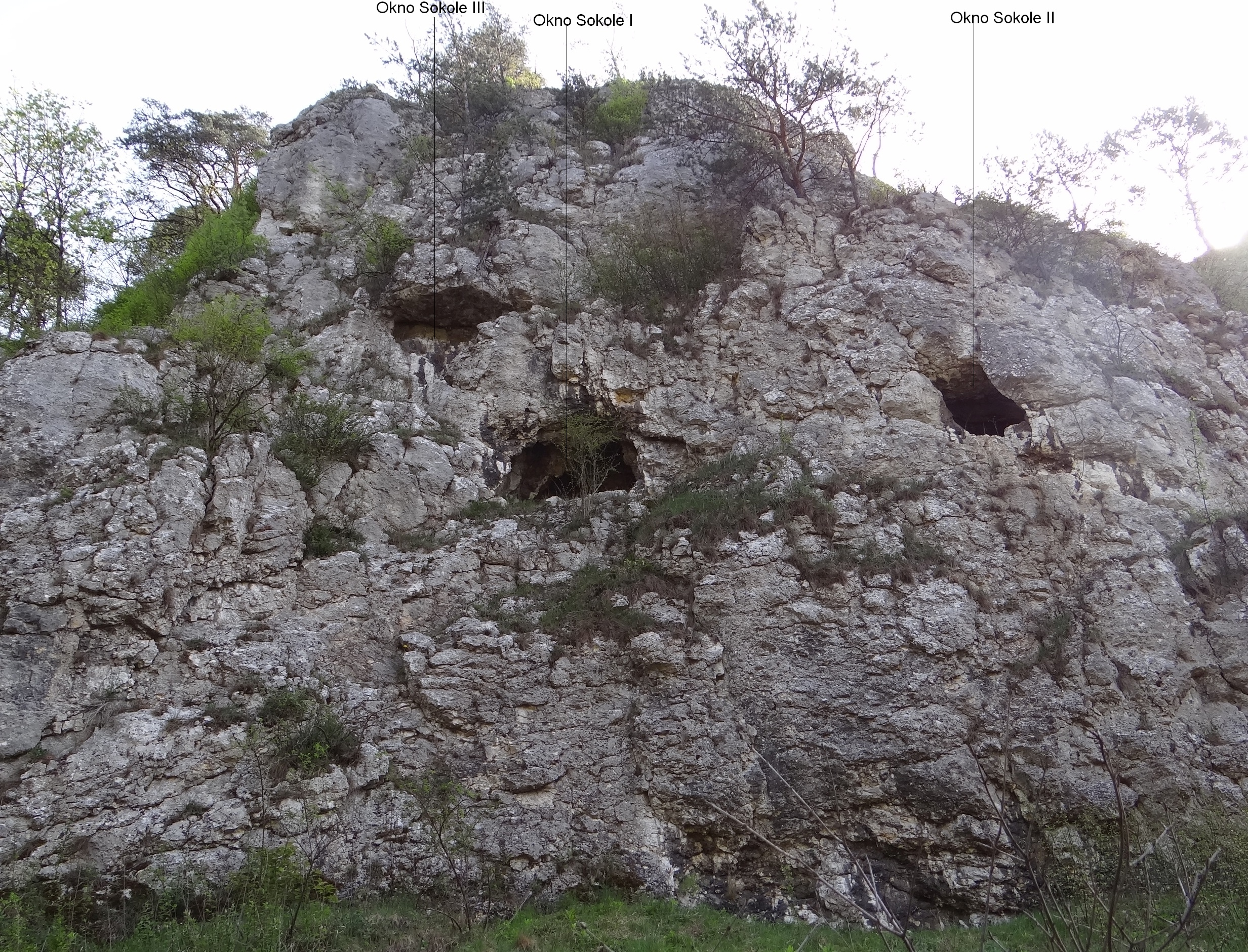
Turnia z Grotami